# Ovid Densusianu

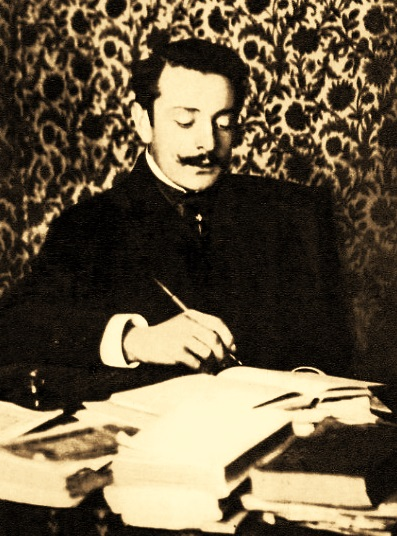
Ovid Densusianu

Ovid Densusianu  (* 29. Dezember 1873 in Făgăraș; † 8. Juni 1938 in Bukarest) war ein rumänischer Romanist, Rumänist, Volkskundler und Dichter.

## Leben und Werk
Ovid Densusianu war der Sohn des Literarhistorikers Aron Densușianu (1837–1900). Die Grundschule besuchte er in Săcele, bis er 1881 mit der Familie nach Iași umzog. Dort studierte er bei Alexandru Philippide (1859–1933) und schloss 1892 ab. Als Gymnasiallehrer in Focșani weilte er zu einem Studienaufenthalt bei Adolf Tobler in Berlin, der ihn nach Paris empfahl. Von 1893 bis 1896 studierte er bei Gaston Paris an der École pratique des hautes études in Paris und schloss mit der Herausgabe  von La Prise de Cordres et de Sebille. Chanson de geste du 12e siècle (Paris 1896, in der Reihe: Société des anciens textes français; Nachdruck, New York 1965) ab.
1897 (offiziell 1901) übernahm Densusianu an der Universität Bukarest den Lehrstuhl für rumänische Sprache und Literatur und wurde 1918 aktives Mitglied der Rumänischen Akademie (korrespondierendes Mitglied seit 1901). Er war Gründer und Herausgeber der Zeitschriften Viața nouă (1905–1925) und Grai și suflet (1923–1938). Ovid Densusianu gilt als der Begründer der modernen rumänischen Romanistik.

## Werke (Auswahl)
- Histoire de la langue roumaine. Les origines. Le 16e siècle, 2 Bde., Paris 1901-1938; hrsg. von Valeriu Rusu [1935-2008], Bukarest 1997 (rumänisch Bukarest 1961, siehe unten)
- Povestiri cin cronicari, Bukarest 1901
- (Hrsg. mit Ion Aurel Candrea und  Theodor Sperantia) Graiul nostru. Texte din părțile locuite de români,  2 Bde., Bukarest 1906-1907
- (mit Ion Aurel Candrea) Dicționarul etimologic al limbii române. Elementele latine (A - putea), Bukarest 1907-1914; hrsg. von Grigore Brâncuș, Pitești 2003
- Limanuri albe, Bukarest 1912
- Graiul din Țara Hațegului, Bukarest 1915
- (Hrsg.) Antologie dialectală, Bukarest 1915
- Literatura romînă modernă, 3 Bde., Bukarest 1920-1921-1933
- Flori alese din cîntecele poporului, Bukarest 1920 (französisch: Florilège des chants populaires roumains, Paris 1934)
- Sufletul latin s̡i literatura nouă, 2 Bde., Bukarest 1922
- Vieat̡a păstorească în poesia noastră populară, Bukarest 1922-1923
- Raze peste lespezi, Paris/Bukarest 1924 (Dichtung)
- Istoria limbii romîne. 1. Originile. 2. Secolul al XVI lea, hrsg. von Jacques Byck, 2 Bde., Bukarest 1961
- Flori alese din cîntecele poporului. Vieaţa păstorească în poezia noastră populară. Folclorul. Cum trebuie înţeles. Graiul don Ţara Haţegului, hrsg. von Marin Bucur, Bukarest 1966
- Opere, hrsg. von Boris Cazacu, Valeriu Rusu und Ioan Șerb, 6 Bde., Bukarest 1968-1985
- Ideal și îndemnuri [considerații teoretico-programatice privind specificul și destinul literaturii române în primul deceniu al secolului], hrsg. von Călin Manilici, Cluj-Napoca 1980
- Literatura română modernă, Bukarest 1985
- Teorie şi estetică literară. Pagini de jurnal, Bukarest 1998 (Scrieri literare 1)